# Бруннен (Баварія)
Бруннен (нім. Brunnen) — громада в Німеччині, розташована в землі Баварія. Підпорядковується адміністративному округу Верхня Баварія. Входить до складу району Нойбург-Шробенгаузен. Складова частина об'єднання громад Шробенгаузен.
Площа — 32,12 км2. Населення становить 1772 ос. (станом на 31 грудня 2020).

## Галерея

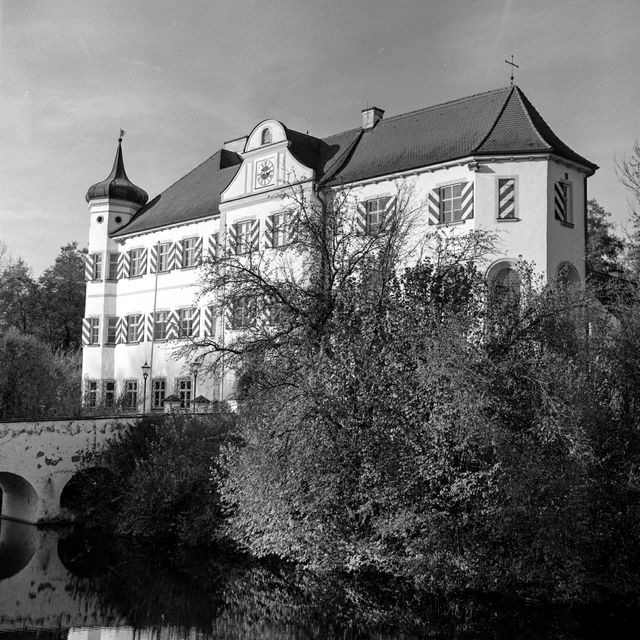